# 전빈수
전빈수(1985년 11월 11일 ~ )은 전 KBO 리그 야구 선수의 외야수이다.

## 출신학교
- 경북 구미 도산초등학교
- 경북 구미중학교
- 포항제철고등학교
- 경성대학교 (2004학번)